# Salvatore Rossi
Salvatore Rossi (Bari, 6 gennaio 1949) è un economista, banchiere e dirigente d'azienda italiano,  presidente di Telecom Italia da ottobre 2019 ad aprile 2024.

## Biografia
Laureato in Matematica presso l'Università degli Studi di Bari nel 1975, compie soggiorni di studio su temi economici presso il Fondo monetario internazionale e il Massachusetts Institute of Technology di Cambridge (MA). 
In Banca d'Italia dal 1976, prima presso gli uffici di vigilanza bancaria della sede di Milano poi, dal 1979, presso il servizio studi, di cui diviene responsabile nel 2000. Dal 2007 al 2011 è direttore centrale per la ricerca economica e le relazioni internazionali (chief economist). Nel 2011 diviene segretario generale e consigliere del direttorio per i problemi della politica economica. Da gennaio 2012 è membro del direttorio e vice direttore generale della Banca d'Italia. Ha rappresentato la Banca d'Italia in numerosi consessi ufficiali, in Italia e all'estero. Dal 2013 al 2019 è Direttore generale della Banca d'Italia e Presidente dell'Istituto per la vigilanza sulle assicurazioni (IVASS) .
Ha fatto parte del "Gruppo dei saggi" in materia economico-sociale ed europea istituito nel 2013 dal Presidente della Repubblica Giorgio Napolitano. Dal 2013 fino a febbraio 2016 è stato membro del comitato strategico del Fondo Strategico Italiano. Da maggio 2012 a maggio 2019 è membro del consiglio di amministrazione della Fondazione del Centro internazionale di studi monetari e bancari (ICMB) di Ginevra. Ha tenuto corsi e seminari presso l'Università di Roma Tor Vergata e l'Università degli Studi di Bari Aldo Moro.
Da settembre 2019 fino al 2022 è stato presidente della Federazione tra Scuola Superiore Sant'Anna, Scuola Normale Superiore e IUSS . È stato Professor of practice presso la Libera università internazionale degli studi sociali Guido Carli (Luiss) School of European Political Economy, membro del consiglio di amministrazione della Fondazione Giovanni Agnelli, dell'Associazione Italiana del Private Equity e Venture Capital (AIFI), dell'Advisory Board della Fondazione Economia Tor Vergata. 

## Opere
È autore di numerosi articoli, saggi e libri su temi di economia internazionale, politica e storia economica, economia industriale.
- La bilancia dei pagamenti. I conti con l'estero dell'Italia, la lira, i problemi dell'Unione monetaria europea, con Rainer S. Masera (Cedam 1993)
- Competere in Europa (a cura di, il Mulino 1993)
- La politica economica italiana 1968-1998 (Laterza 1998), di cui sono state realizzate nuove edizioni aggiornate nel 2000, 2003 e 2007. Con l'edizione del 2020 il titolo diviene La politica economica italiana dal 1968 a oggi.
- La nuova economia: i fatti dietro il mito (il Mulino 2003)
- La regina e il cavallo. Quattro mosse contro il declino (Laterza 2006), per il quale vince nel 2006 il premio Capalbio e nel 2007 il premio Canova
- Controtempo. L'Italia nella crisi mondiale (Laterza 2009).
- Processo alla finanza (Laterza 2013).
- Che cosa sa fare l'Italia, con Anna Giunta (Laterza 2017).
- Oro (il Mulino 2018)
- Indagine sul futuro (Laterza 2022)
- Breve racconto dell'Italia nel mondo attraverso i fatti dell'economia (il Mulino 2023)